# Samoa nos Jogos Olímpicos de Verão de 1992
A Samoa competiu nos Jogos Olímpicos de Verão de 1992 em Barcelona, Espanha.
Um halterofilista de Nauru e futuro presidente Marcus Stephen obteve a cidadania de Samoa e competiu pelo país nas Olimpíadas de 1992.William Ratoff Robinson reportou que Nauru não tinha Comitê Olímpico na época.